# 女子競泳反乱軍
『女子競泳反乱軍』（じょしきょうえいはんらんぐん）は、2007年12月25日にGPミュージアムソフトより発売されたオリジナルビデオ。同年12月1日には、発売に先駆けて姉妹作品『残酷飯店』と2本立てで1夜限りのイベント上映が開催され、新宿ロフトプラスワンが満員になった。
キャッチコピーは「戦闘準備完了。」。

## あらすじ
とある女子校に転校してきたアキ（＝範田紗々）の周りで次々と怪事件が起こる。 予防接種を受けた先生と生徒が次々とゾンビ化し、人を襲い始めたのだ。しかし、何故か競泳部員たちだけは正気を保ち続けており、アキは競泳部に入部し、部員と共に反乱軍を結成して正体不明の敵に闘いを挑む。

## キャスト
- アキ - 範田紗々
- サヤカ - 日高ゆりあ
- マリコ - 時任歩
- ムラサワ - 木庭博光
- 保健の先生 - 吉沢季代
- 数学教師 - 西田英智
- ドクトル - 柳東史
- 競泳部部長 - 松島未果
- トモコ - 藤岡範子
- カツミ - 今井夢子

- 山崎栄
- 梅本聖子
- 中澤美紗
- 脇田真粹
- 和希優美
- 大村有加
- 相澤聖子

- 千葉真美
- 井上礼
- 菊池絵里香
- 新井みずか
- 大久保見名子
- 大手忍
- 新井美奈

## スタッフ
- 監督 -  カワノコウジ
- 脚本 - 大和田悟史
- 製作 - 小林正人
- プロデューサー - 平子陽治、寺西正己
- ラインプロデューサー - 浅木大
- 撮影 - ふじもと光明
- 照明 - 安部力
- 録音 - 星照光
- 助監督 - 安部雄三
- ヘアメイク - 安部翠
- スタイリスト - 木田智子
- スチール - 中居挙子
- アクション監督 - 吉沢季代
- 音楽 - 竹松秀人、Kojirock、The Bigshallows
- 音響効果 - 藤本淳
- ポストプロダクション - 峰尾研究所
- 特殊造型 - 清水博子
- 視覚効果 - 荒井豊
- 演出助手 - 松尾大輔
- 演出応援 - 貝原クリス亮
- 撮影助手 - 森田曜
- 照明助手 - 八木徹、斉藤順
- 製作進行 - 佐伯寛之
- 車両 - 板橋登志行
- 製作応援 - 飯山りか、福田久
- 制作デスク - 石川恭子
- 宣伝 - 山本ありさ、藤田明夏